# AC Oulu
Maillots
Actualités
Le AC Oulu est un club de football finlandais fondé en 2002 basé dans la ville d'Oulu.

## Historique
- 2002 : fondation du club sous le nom de Tervarit Oulu
- 2003 : le club est renommé AC Oulu

## Palmarès
- Championnat de Finlande de football de deuxième division
  - Champion : 2009 et 2020
- Coupe de la Ligue finlandaise de football
  - Finaliste : 2023